# Šabinská kyselka
Šabinská kyselka je volně přístupný minerální pramen v Šabině, v okrese Sokolov v Karlovarském kraji.

## Geografická poloha
Minerálka vyvěrá jižně od obce Šabina v Sokolovské pánvi při severní hranici se Slavkovským lesem.

## Přírodní poměry
Pramen Šabinské kyselky se nachází v silně podmáčeném olšovém lesíku u břehu nepojmenovaného potoka, pravostranného přítoku Ohře. Vyvěrá v nivních kamenitých až hlinito-kamenitých sedimentech, jejichž skalní podloží tvoří převážně svory krušnohorského krystalinika pokračující pod Sokolovskou pánev. Leží pravděpodobně na poruchovém pásmu jižního okraje Oherského riftu. Pramen je jímán v betonové skruži, zapuštěné do hloubky 1 metru. Skruž je zakryta masivním betonovým poklopem s přepadovou trubkou.
V okolním podmáčeném terénu vyvěrá několik dalších nezachycených pramenů.

## Historie
Pramen je známý od 18. století. Na popud vrchnosti byl proveden první odborný průzkum vody již v roce 1775. Kvalita minerálky byla tehdy přirovnávána k františkolázeňským minerálkám v Chebské pánvi, později na základě chemické analýzy z 20. století spíše ke kyselkám Mattoni a Korunní. V období mezi světovými válkami se kyselka stáčela do láhví a expedovala pod názvem Konradsquelle do okolních obcí, především do Sokolova. Roku 2003 byly provedeny opravy jímání a vybudován dřevěný povalový chodník. Ten však později zchátral a musel být odstraněn. Kyselka je využívána pouze sporadicky místními obyvateli.

## Vlastnosti a složení
Teplota pramene mírně kolísá okolo 9 °C, celková mineralizace činí přibližně 2 700 mg/litr. Obsah oxidu uhličitého je vysoký, dosahuje 2 500 mg/litr, což dodává minerálce vysokou perlivost a příjemnou chuť. Minerální voda má zvýšený obsah oxidu křemičitého (SiO2) v hodnotě 78 mg/litr. Hodnota pH je 5,1–5,5. Poslední rozbor byl proveden v roce 1992 a bylo zjištěno, že minerálka je bakteriologicky nezávadná a obsahuje stopová množství selenu, chromu, niklu, zinku, olova, mědi a kadmia.
O léčivých účincích kyselky nejsou žádné zprávy, z balneologicky významných složek je ve zvýšené míře přítomno lithium. Přestože se pod výtokem tvoří železité okry, je obsah železa nízký. Podle rozboru Zdravotního ústavu v Ústí nad Labem ze dne 22. srpna 2019 obsahuje kyselka 2,7 mg/litr železa.

## Přístupnost

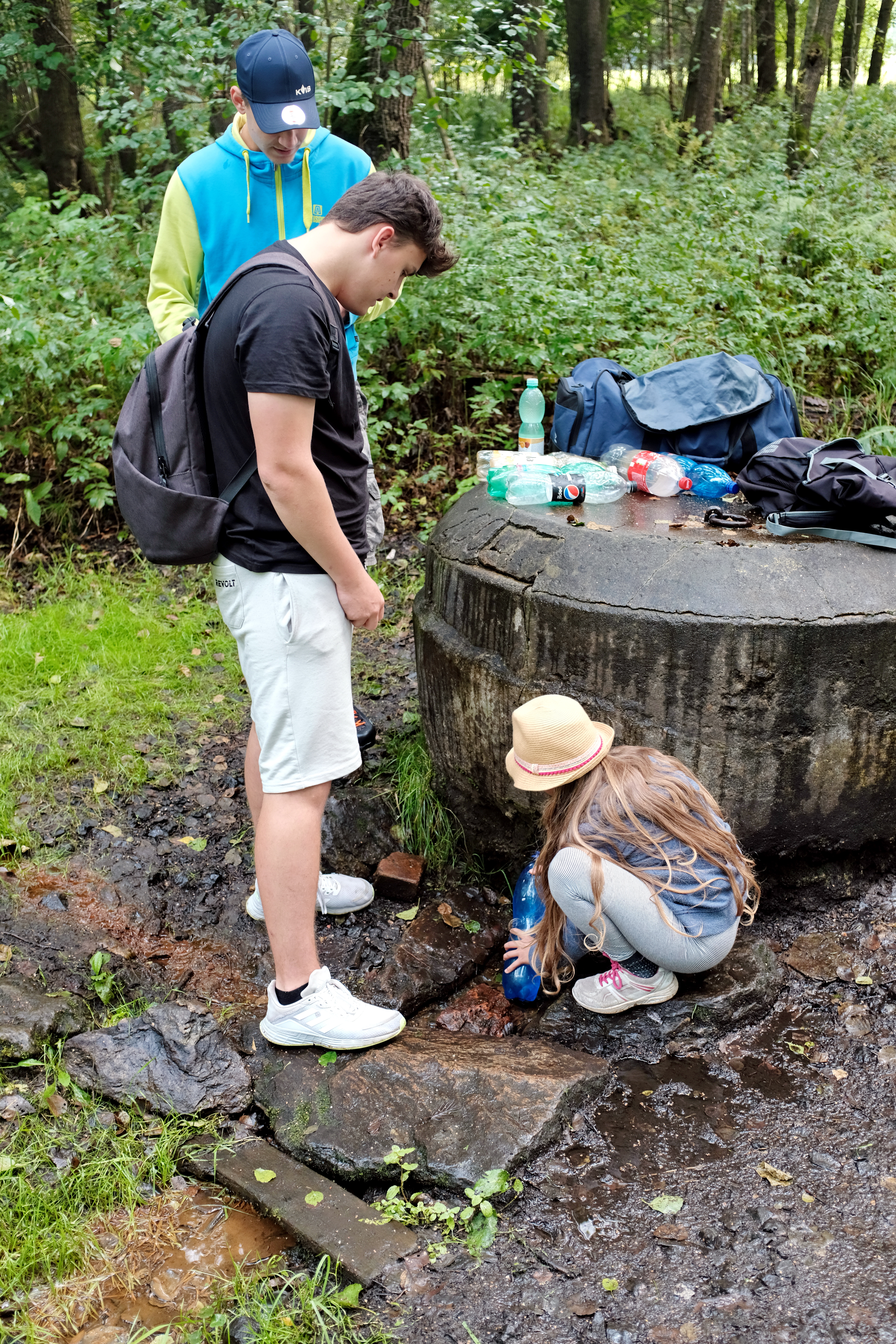
Ruční plnění láhví

Minerální pramen je volně přístupný a je zakreslený v turistických mapách. Značená cesta k němu však nevede a chybí i směrovky. Najít lokalitu je poměrně složité, neboť pramen je ukrytý v hustém olšovém porostu. Z centra obce vede k prameni polní cesta při levém břehu nepojmenovaného potůčku. Vzdálenost od návsi v Šabině k prameni činí asi 750 m.